# دومينوس
دومينوس هي الكلمة اللاتينية التي تقال للسيد أو المالك. كعنوان للسيادة، فإن مصطلح «الجمهورية الرومانية» كان يضم جميع رابطات الديانة اليونانية. رفض في أوائل عهد الزعامة، أصبح أخيرا اللقب الرسمي للأباطرة الرومان تحت دقلديانوس (هذا هو المكان الذي مصطلح الهيمنة ، وتستخدم لوصف النظام السياسي في الإمبراطورية الرومانية، مشتق في 284-476 من). دومينوس، والفرنسي يعادل بأنها «السييور»، كان عنوان اللاتينية من الإقطاعية، متفوقة و mesne ، أمراء، وأيضا الكنسية والجامعى اللقب. تم تقديم اللقب الكنسي باللغة الإنجليزية «سيدي»، والتي كانت بادئة شائعة قبل الإصلاح من أجل بارسونز، كما هو الحال في السير هيو إيفانز في زوجات شكسبير ميلاد سعيد من وندسور . في الماضي، كان الاستخدام الأكاديمي ليسانس الآداب. يتم استخدام الشكل المختصر «Dom» كبادئة تكريم للكنيسة الكاثوليكية في الكنيسة الكاثوليكية، وخصوصًا لأعضاء البينديكتين الأخرى.
بالنسبة للنساء، كان دومينا، في القانون الإنجليزي القديم، عنوانًا كان يُعطى سابقًا للسيدات النبلاء اللائي يحملن الباروني في حقهن الخاص. في جامعة كامبريدج، تُمنح «دومينا» الشرفية (والمختصرة باسم Dna) للنساء الحاصلات على درجة البكالوريوس في الآداب، ولكن ليس على درجة الماجستير. من «دومينا دومينا»، «سيدتي»، من خلال «سيدتي» الفرنسية، تأتي «سيدتي»، والشكل المتعاقد عليه «سيدتي».